# América Futebol Clube (Manaus)
El América Futebol Clube, conocido también como América de Manaus, es un equipo de fútbol de Brasil que juega en el Campeonato Amazonense, la primera división del estado de Amazonas.

## Historia
Fue fundado el 2 de agosto de 1939 en la ciudad de Manaus, la capital del estado de Amazonas por los hermanos Arthur y Amadeu Teixeira Alves con el nombre The America Football Club por el América Football Club de Río de Janeiro al igual que su uniforme, y sus jugadores eran estudiantes del Colegio Don Bosco.
Durante la década de los años 1950 el club obtuvo cuatro títulos estatales de manera consecutiva, aunque posteriormente el club entró en un periodo de oscurantismo que terminaría en 1981 cuando participó por primera vez en el Campeonato Brasileño de Serie C, en donde fue eliminado en la primera ronda por el AC Izabelense del estado de Pará.
Fue hasta 1995 que el club volvería a ser campeón estatal, el primer título como equipo profesional. En 2009 volvería a ser campeón estatal y un año después el club cambia su nombre por el de Manaus FC y sus colores cambiaron de rojo y blanco a verde y negro con el fin de que el equipo fuese más popular dentro del estado de Amazonas, pero solo unos meses después la mesa directiva decidió que el club regresara a su nombre original y recobrar sus colores anteriores porque el cambio de nombre dejó pérdidas a la institución. El año 2010 no fue malo para el club, ya que participaron por primera vez en el Campeonato Brasileño de Serie D y llegaron a la final de la liga, con lo que obtendrían el ascenso al Campeonato Brasileño de Serie C, pero luego el Tribunal Supremo de Justicia Deportiva decidió quitarle seis puntos al América por una alineación indebida y su lugar fue ocupado por el Joinville Esporte Clube.

## Rivalidades
Sus principales rivales son el Rio Negro y el Nacional Fast Clube, con este último fue más fuerte su rivalidad durante la década de los años 1950.

## Palmarés
- Campeonato Amazonense: 6

1951, 1952, 1953, 1954, 1995, 2009
- Serie B Amazonense: 2

1960, 1962
- Torneo Inicio de Amazonia: 4

1955, 1965, 1986, 1996
- Torneo Presidente Castelo Branco: 1

1964

## Entrenadores
- Amadeu Teixeira (1956-2006)[7]